# Heinrich Ludwig Robert Giseke
Heinrich Ludwig Robert Giseke (født 15. januar 1827 i Marienwerder ved Marienburg, død 12. december 1890 i Kloster Leubus) var en tysk forfatter, sønnesøns søn af Nikolaus Dietrich Giseke. 
Han dyrkede i Breslau, Halle og Berlin teologiske, historiske og filosofiske studier, men da han 1849 havde underskrevet en adresse, der protesterede mod opløsningen af den preussiske konstituerende forsamling, måtte han give afkald paa at få statsansættelse. Han besluttede nu at leve af sin pen, redigerede først (fra 1852) Novellenzeitung i Leipzig, bosatte sig 1859 i Dresden, hvor han ledede feuilletonen i Die Konstitutionelle Zeitung, og slog sig 1863 ned i Berlin. Hans sidste år formørkedes af en snigende sindslidelse. Hans navn er især blevet kendt gennem romaner som Moderne Titanen (Leipzig 1850, 3 bind), et opgør med den Hegelske filosofi og de radikale filosoffer, der som Max Stirner sluttede sig til den. Helten Horn er et portræt af Stirner. Fremdeles Pfarr-Röschen, Otto Ludwig Brook, og Käthchen, hvor han synes påvirket af tidens moderne franske romaner. Giseke har endvidere skrevet patriotiske, tysk-preussiske dramaer, af hvilke en række er samlede i Dramatische Bilder aus deutscher Geschichte (1865), blandt andre Johannes Rathenow, ein Bürgermeister von Berlin, Der Hochmeister von Marienburg og Der Burggraf von Nürnberg. Han er her en art forløber for Ernst von Wildenbruch. Af hans øvrige dramatiske arbejder kan nævnes Va banque (1855), Die beiden Cagliostro (1858), Kurfürst Moritz von Sachsen (1860) og Lucifer oder die Demagogen (1861).